# Vladimír Kocman
Vladimír Kocman (* 5. April 1956 in České Budějovice) ist ein ehemaliger tschechoslowakischer Judoka.

## Sportliche Laufbahn
Der 1,97 m große Kocman trat im Schwergewicht oder in der offenen Klasse an, er kämpfte für Dukla Banská Bystrica. 
1976 gewann er eine Bronzemedaille bei den Junioren-Europameisterschaften. Bei den Europameisterschaften 1980 belegte er den fünften Platz im Schwergewicht, in der offenen Klasse erkämpfte er eine Bronzemedaille. Bei den Olympischen Spielen 1980 in Moskau trat er im Schwergewicht an. Im Viertelfinale unterlag er dem Franzosen Angelo Parisi. Mit Siegen in der Hoffnungsrunde über den Polen Wojciech Reszko und den Briten Paul Radburn sicherte sich Kocman eine olympische Bronzemedaille. 
1981 belegte er in der offenen Klasse den fünften Platz bei den Europameisterschaften. Bei den Weltmeisterschaften gewann er eine Bronzemedaille im Schwergewicht, im entscheidenden Kampf besiegte er Fred Olhorn aus der DDR. 1982 unterlag Kocman im Finale der offenen Klasse bei den Studentenweltmeisterschaften dem Japaner Hitoshi Saitō. 1983 trafen Saitō und Kocman im Finale der Weltmeisterschaften in Moskau erneut aufeinander und Kocman gewann wieder die Silbermedaille. Bei den Europameisterschaften 1984 unterlag Kocman im Halbfinale Dietmar Pufahl aus der DDR, gewann aber den Kampf um Bronze gegen Alexei Tjurin aus der Sowjetunion. An den Olympischen Spielen 1984 konnte Kocman wegen des Olympiaboykotts nicht teilnehmen. Bei den als Alternative ausgetragenen Wettkämpfen der sozialistischen Staaten erreichte er das Finale in der offenen Klasse und unterlag dort Chabil Biktaschew aus der Sowjetunion.

## Landesmeistertitel
Vladimír Kocman gewann insgesamt neun Landesmeistertitel der Tschechoslowakei. 
- Schwergewicht: 1977, 1980, 1981, 1982, 1983, 1984, 1985
- Offene Klasse: 1984, 1985

1981 war er zusätzlich slowakischer Meister.